# Centre Demòcrata (França)
Centre Demòcrata (Centre démocrate, CD) fou un partit polític francès de caràcter centrista i demòcrata-cristià fundat per Jean Lecanuet per a la campanya de les eleccions presidencials franceses de 1965 i que aplegava els membres del MRP, independents i radicals.

## Història
El manifest de Centre Demòcrata es publicà el 7 de gener de 1966 i la creació del moviment per Jean Lecanuet data del 2 de febrer de 1966. Els seus membres electes s'asseurien en el grup Progrés i Democràcia Moderna en l'Assemblea Nacional Francesa, que tenia 41 membres després de les eleccions legislatives franceses de 1967 i 33 després de les de 1968. Es va aliar amb el Partit Radical de Jean-Jacques Servan-Schreiber per a presentar una tercera via entre el programa comú de l'esquerra i la majoria presidencial. A les eleccions presidencials franceses de 1969 va donar suport la candidatura d'Alain Poher, però es va veure perjudicat pel sistema electoral de dues voltes i no fou escollit. A les eleccions presidencials franceses de 1974 va donar suport la de Valéry Giscard d'Estaing.
Es convertí en el Centre dels Demòcrates Socials (CDS) el 23 de maig de 1976, i en Força Demòcrata el 25 de novembre de 1995. És aliat amb els radicals valoisians del Moviment Reformista i del Partit Republicà en la UDF des de l'1 de febrer de 1978.
L'Associació Nacional de Joves del Centre Demòcrata (ANJ-CD) va ser el moviment juvenil del partit.

## Membres del partit
- Jean Lecanuet
- Paul Pernin
- Paul Stehlin
- Pierre Abelin
- André Diligent
- François Bayrou
- Jean-Marie Daillet
- Alain Poher